# Danza dell'addome

La danza dell'addome

La danza dell'addome è un termine usato in apicoltura e in etologia per una particolare danza a forma di otto delle api. Con l'esecuzione di questa danza, i cui movimenti sono perfettamente codificati, l'ape operaia può comunicare alle compagne preziose informazioni su natura, posizione e grado di interesse di una risorsa che ha scoperto, come fiori da nettare e polline, sorgenti d'acqua o nuovi siti per la nidificazione.
Tale danza è quindi il meccanismo con il quale le api possono reclutare altre api del loro alveare per la raccolta di risorse.
Si pensava che le api avessero due distinte danze di reclutamento, la danza circolare e la danza dell'addome, per indicare rispettivamente obiettivi vicini e lontani.
Quando la distanza tra la risorsa e l'alveare aumenta, la danza circolare si trasforma in variazioni di una danza di transizione, che a sua volta, quando la distanza è ancora maggiore, si trasforma nella danza dell'addome.
Nel caso di Apis mellifera ligustica Il cambio dalla danza circolare a quelle di transizione avviene per distanze della risorsa dall'alveare di circa 20 metri e il cambio dalle danze di transizione a quella dell'addome per distanze di circa 40 metri. 
Tuttavia ci sono analisi di parametri comportamentali delle danze rispetto alla distanza dell'obiettivo che fanno pensare che non ci sia una distinzione così netta fra i due tipi di danza. Per esempio, anche per piccole distanze, la danza circolare può contenere elementi della danza dell'addome, come una parte con agitazione dell'addome contenente informazioni su direzione e distanza della risorsa. 
Di conseguenza è stato suggerito di considerare i due tipi di danza come gli estremi di una transizione continua, quindi le api hanno un solo tipo modulabile di danza di reclutamento e viene chiamata con il termine danza dell'addome.
L'etologo austriaco Karl von Frisch fu uno dei primi a interpretare il significato della danza dell'addome.

## Descrizione

### Esecuzione
La danza dell'addome consiste nella ripetizione di un numero variabile di circuiti, ciascuno dei quali consta di due fasi: la fase oscillatoria e la fase di ritorno. Per analizzare la comunicazione delle api mediante le danze, è necessario seguire il comportamento di un'ape al suo ritorno da una nuova e abbondante fonte di cibo. Eccitata dalla scoperta, quando torna all'alveare, si reca nell'area adibita alle danze. Questa si trova su un favo nelle vicinanze dell'ingresso ed è definita da segnali chimici posti dalle api. Qui, in mezzo ad uno sciame ammassato di compagne, esegue la danza, tracciando una figura a forma di otto: percorre un tratto rettilineo agitando con grande frequenza l'addome a destra e a sinistra (fase oscillatoria), poi compie una svolta a destra per ritornare al punto di partenza (fase di ritorno), esegue un'altra fase oscillatoria, seguita da una svolta a sinistra, e così in successione fasi oscillatorie e fasi di ritorno una volta a destra e una a sinistra. 
Studi di video al rallentatore hanno mostrato che la fase oscillatoria viene compiuta dall'ape senza camminare, ma tenendo le zampe ancorate al favo e sporgendo il corpo in avanti.
Durante la fase oscillatoria la danzatrice richiama le bottinatrici tramite vibrazioni con frequenze tra 230 e 270 Hz prodotte con la muscolatura toracica, la stessa che usa nel volo. Queste vibrazioni vengono trasferite al favo tramite le zampe e si propagano lungo i bordi delle cellette. Una volta percepite dalle bottinatrici in attesa, indicano loro la posizione della danzatrice.
Le api che seguono la danza pongono le proprie antenne a contatto con il corpo della danzatrice e le oscillazioni dell'addome di questa spostano ritmicamente le antenne. Integrando la modalità di spostamento delle antenne con la conoscenza del proprio orientamento nello spazio, datagli dai rilevatori di gravità di cui sono dotate, decodificano il messaggio espresso dalla danza. 
Tramite la danza vengono fornite informazioni sul tipo di risorsa da cercare, sulla posizione di questa, che è specificata da direzione e distanza, e sul grado di interesse della risorsa.

### Codifica delle informazioni

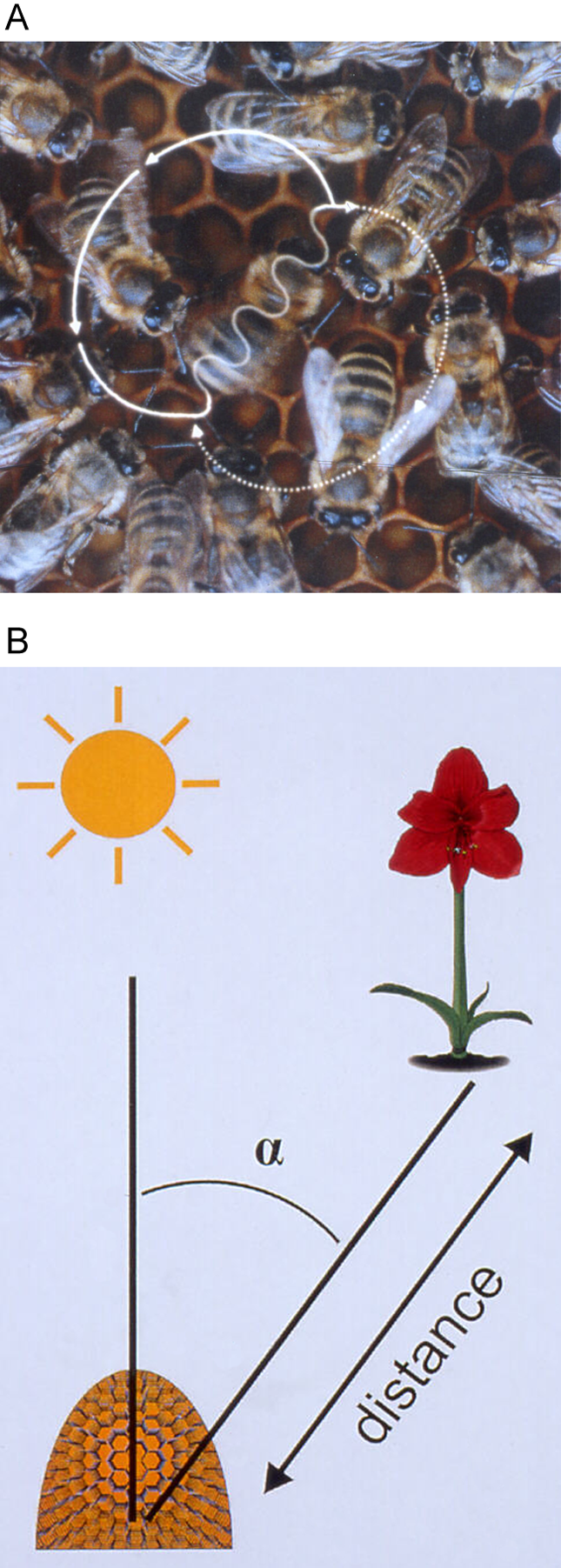
Danza dell'addome a forma di otto di Apis mellifera. Un tratto rettilineo (con oscillazione del ventre) orientato a 45° a destra rispetto alla verticale sul favo (A) indica che la risorsa da cercare è a 45° a destra del sole (B). L'addome dell'ape danzante appare sfocato a causa della rapida oscillazione a destra e a sinistra.

#### Natura della risorsa
La natura della risorsa viene comunicata tramite il suo odore rimasto impregnato nel corpo dell'ape esploratrice e tramite campioni della sostanza che l'esploratrice consegna alle api che seguono la sua danza.

#### Direzione della risorsa
La direzione della risorsa viene indicata dalla direzione della fase oscillatoria. 
Le api che costruiscono favi che circondano un ramo, come Apis andreniformis e Apis florea, danzano in orizzontale sulla superficie superiore del favo e la fase oscillatoria è rivolta nella direzione della risorsa.
Le api che invece costruiscono favi verticali nelle cavità, come Apis mellifera e Apis cerana, o sotto i rami, come Apis dorsata e Apis laboriosa, raramente danzano in orizzontale, per esempio durante le sciamature per indicare potenziali siti di nidificazione, ma generalmente danzano in verticale e al buio ed hanno come unico riferimento la gravità. Quindi durante il volo la direzione della risorsa viene individuata usando il sole come riferimento, poi nella danza le api traducono l'angolo tra la direzione alveare-risorsa e la direzione alveare-sole in un angolo tra la direzione della fase oscillatoria e la verticale. Per esempio se la risorsa sta nella stessa direzione del sole, nella fase oscillatoria l'ape è orientata verso l'alto, se la risorsa è nella direzione opposta al sole l'orientazione dell'ape nella fase oscillatoria è verso il basso, se la risorsa si trova 60° a sinistra del sole anche la fase oscillatoria è inclinata di 60° a sinistra rispetto alla verticale. Quando il sole è coperto da nuvole, le api sono in grado di trovare la sua posizione in base all'angolo di polarizzazione della luce. Le api danzanti che sono state in alveare per molto tempo correggono le angolazioni delle loro danze in modo da adattarle al cambio di direzione del sole nel suo moto apparente. Se l'esploratrice raggiunge la risorsa aggirando un ostacolo, ad esempio una collina, nella danza indica comunque la via diretta per la risorsa. La api che ricevono il messaggio inizialmente seguono la direzione indicata e scavalcano in linea retta l'ostacolo, ma in breve tempo, familiarizzando con il luogo, scoprono la via migliore.

#### Distanza della risorsa
Nei suoi studi von Frisch ipotizzò che la distanza della risorsa fosse indicata dal numero di cicli di danza compiuti in un certo intervallo di tempo e dalla durata della fase oscillatoria.
Studi successivi hanno indicato che invece la distanza è indicata solamente dalla lunghezza della fase oscillatoria.

La durata della fase oscillatoria aumenta con l'aumentare della distanza, tuttavia questo aumento avviene in modo proporzionale soltanto per le prime centinaia di metri, poi avviene in maniera più graduale e le informazioni sulla distanza di destinazioni remote risultano, di conseguenza, meno precise. Von Frisch misurò una durata della fase oscillatoria di 0,5 secondi per una distanza di 300 m, di 1 s per 500 m, di 2 secondi per 2000 m e così via.
Quando von Frisch decifrò il linguaggio della danza, si suppose che le api misurassero la distanza di volo in base al consumo di energia. Vari esperimenti hanno in seguito mostrato che le api misurano la distanza sulla base del flusso ottico.
Il flusso ottico descrive i cambiamenti nell'ambiente durante il volo ed è generato dalle immagini degli oggetti che si muovono sulle varie facce della superficie dell'occhio composto dell'ape, come quando si guarda il paesaggio da un finestrino di un treno in corsa. Maggiori sono le variazioni percepite nel flusso ottico, maggiore è la distanza misurata dall'ape. La lunghezza della fase oscillatoria è un'indicazione della distanza di volo che le api ritengono di avere percorso. Due percorsi della stessa lunghezza, ma uno in un paesaggio molto variabile e uno in un paesaggio uniforme, sono tradotti in danze con fase oscillatoria più lunga per il primo e più corta per il secondo.
Queste osservazioni mostrano che la calibrazione della durata della fase oscillatoria in base alla distanza percorsa non è assoluta, ma dipendente dall'ambiente. Una calibrazione assoluta può essere data in base al moto delle immagini richiesto per generare una certa durata di fase oscillatoria. È stato stimato che per Apis mellifera ligustica 1 millisecondo di oscillazione corrisponde a uno spostamento delle immagini di un angolo di 17.7°.
Questo sistema è affidabile, perché le api reclutate seguono la direzione indicata dalla danzatrice, quindi attraversano lo stesso paesaggio e vedono le stesse immagini.

#### Grado di interesse della risorsa
Risorse con alto grado di interesse producono danze più lunghe e più vivaci di risorse meno interessanti e danze più vivaci attirano un maggior numero di compagne.
La danzatrice aumenta la durata della danza e la frequenza di ripetizione delle fasi oscillatorie con l'aumentare del grado di interesse della risorsa. 
La frequenza di ripetizione delle fasi oscillatorie è regolata variando la durata della fase di ritorno nel circuito della danza, mentre la durata della fase oscillatoria non viene influenzata dal grado di interesse. 
Queste osservazioni hanno fatto ipotizzare che l'indicatore del grado di interesse di una risorsa possa essere l'intervallo di tempo tra due fasi oscillatorie consecutive..
Per definire il grado di interesse molte informazioni sono integrate in un'immagine globale, che comprende la qualità del cibo, ma anche gli elementi incontrati lungo il percorso. Per esempio un nettare con elevata concentrazione zuccherina provoca una danza vivace, mentre le difficoltà presenti lungo il percorso, come vento forte o presenza di predatori, riducono la vivacità.

## Evoluzione
La mappatura delle differenze dei reclutamenti nelle specie del genere Apis e di quelli affini può suggerire un plausibile scenario sull'evoluzione delle danze. Questo approccio filogenetico all'evoluzione della danza fu proposto da Lindauer.
La prima forma di reclutamento probabilmente era costituita da movimenti che includono scuotimenti, spostamenti a zig-zag, ronzii e spinte, che fungono da incitamento alle altre api, ma non danno informazioni sulla posizione della risorsa. Comportamenti simili sono osservati in vari apidi, tra cui meliponini e bombi, ma anche in altri imenotteri, come vespe e formiche.
Da queste forme primordiali potrebbero essersi poi sviluppate delle corse incitative che coinvolgevano uno scuotimento dell'addome ed erano rivolte verso la direzione della risorsa. Questa danza dell'addome semplice può essere pensata come una ricostruzione della direzione di decollo della bottinatrice per andare verso la risorsa.
Si suppone che con il tempo si evolse la forma a otto per permettere alla danzatrice di compiere più circuiti di danza sullo stesso posto mentre viene seguita da altre api. Si svilupparono così danze a otto orizzontali, con la fase oscillatoria direzionata verso la risorsa. Questo tipo di danze è oggi osservabile in quelle api, come Apis andreniformis e Apis florea, che nidificano costruendo un solo favo che circonda un ramo e danzano sulla superficie orizzontale superiore del favo.
Infine si svilupparono le danze a otto verticali, che traducono l'angolo tra la direzione alveare-risorsa e la direzione alveare-sole in un angolo tra la direzione della fase oscillatoria e la verticale. Queste danze si sono evolute tra quelle api che costruiscono favi verticali nelle cavità, come Apis mellifera e Apis cerana, o sotto i rami, come Apis dorsata e Apis laboriosa.
Varie osservazioni suggeriscono che diverse specie di api hanno differenti "dialetti" della danza dell'addome, ogni specie o sottospecie varia per curvatura o durata.
Uno studio del 2008 dimostra che in una colonia mista di Apis cerana cerana e Apis mellifera ligustica ognuna delle due specie è stata in grado di capire il "dialetto" di danza dell'addome dell'altra.

## Applicazioni nel campo della ricerca
Nell'ambito dei recenti lavori di ricerca sui metodi di comunicazione dello sciame, che comportano algoritmi di ottimizzazione ispirati al comportamento degli insetti sociali e di animali come i pesci, gli uccelli e le formiche, è stata da poco svolta una ricerca utilizzando la danza dell'ape per uno studio di percorrenza con tolleranza di errori. Il seguente è un excerptum da Wedde, Farooq, and Zhang (2004):
Nel presente articolo presentiamo un nuovo algoritmo di percorrenza, BeeHive, ispirato dai metodi ed alle procedure di comunicazione e valutazione delle api mellifere. In tale algoritmo, le agenti delle api viaggiano attraverso una rete di aree chiamate aree di procacciamento cibo. Durante il loro percorso forniscono informazioni sullo stato della rete di aree, per aggiornare le tabelle di percorrenza locali. BeeHive tollera errori, è scalabile e si basa del tutto, rispettivamente, sulle informazioni locali o regionali. Mediante estese simulazioni, dimostreremo che BeeHive ottiene prestazioni simili o migliori rispetto agli algoritmi attuali.
Un'ulteriore tecnica computazionale stigmergica ispirata alle api, chiamata ottimizzazione ad alveare, è utilizzata per l'ottimizzazione dei server Internet.